# Aufhausen
Aufhausen ist eine Gemeinde im Oberpfälzer Landkreis Regensburg in Bayern. Die Gemeinde ist Mitglied der Verwaltungsgemeinschaft Sünching.

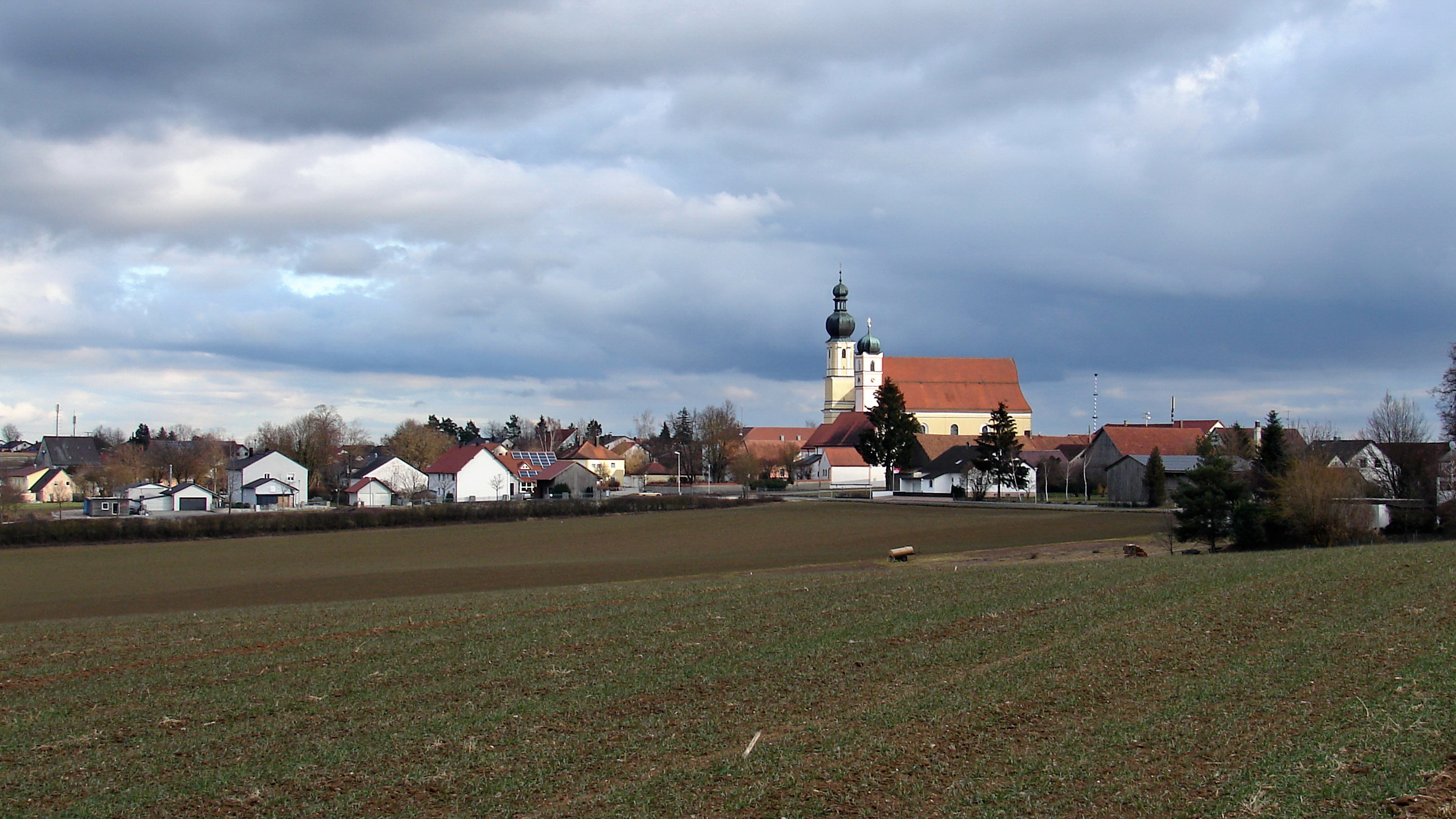
Ortsansicht von Westen

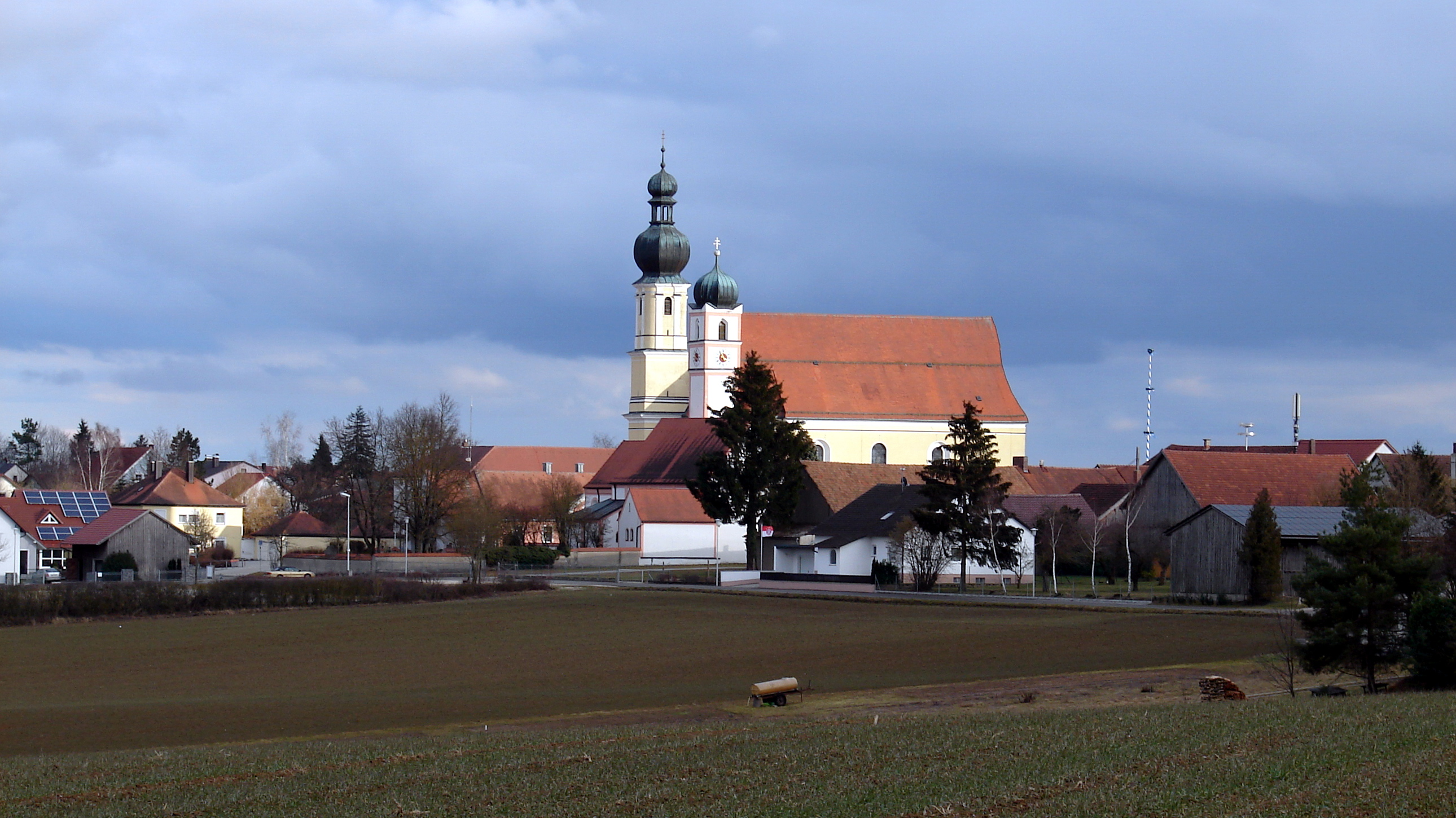
Wallfahrtskirche Maria Schnee und Pfarrkirche St. Bartholomäus und Dionysius

## Geografie

### Lage
Die Gemeinde liegt über dem Tal der Großen Laber.

### Gemeindegliederung
Es gibt zwölf Gemeindeteile (in Klammern ist der Siedlungstyp angegeben):
- Aufhausen (Pfarrdorf)
- Gansbach (Weiler)
- Haid (Weiler)
- Hellkofen (Kirchdorf)
- Irnkofen (Kirchdorf)
- Mittermühle (Einöde)
- Neumühle (Einöde)
- Niederhinkofen (Dorf)
- Petzkofen (Dorf)
- Schlappmühle (Elektrizitätswerk)
- Triftlfing (Kirchdorf)
- Ziegelstadel (Einöde)

Es gibt die Gemarkungen Aufhausen, Hellkofen, Niederhinkofen, Petzkofen und Triftlfing.

## Geschichte

### Erster Nachweis im achten Jahrhundert
769 wurde „Ufhusin“ zum ersten Mal schriftlich erwähnt. Aufhausen war im Frühmittelalter Sitz eines Hochgerichts für die umliegenden Dörfer. Später, bis 1803, war es als Hofmark des Domkapitels des Hochstiftes Regensburg Sitz eines Pfleggerichts. Das Maria Schnee geweihte Kloster Aufhausen wurde im späten 17. Jahrhundert durch den örtlichen Pfarrer Johann Georg Seidenbusch gegründet. Aufhausen wurde 1818 im Zuge der Verwaltungsreformen in Bayern eine selbstständige politische Gemeinde.

### Eingemeindungen
Im Zuge der Gebietsreform in Bayern wurden am 1. April 1971 die Gemeinden Irnkofen, Petzkofen und Triftlfing (bis 1870 Hellkofen) eingegliedert.

### Einwohnerentwicklung
Zwischen 1988 und 2018 wuchs die Gemeinde von 1456 auf 1844 um 388 Einwohner bzw. um 26,7 %.

## Politik

### Gemeinderat
Der Gemeinderat hat 12 Mitglieder und setzt sich seit der Kommunalwahl vom 15. März 2020 wie folgt zusammen:
| Partei | Sitze |
| ------ | ----- |
| CSU    | 4     |
| WUB    | 3     |
| WT     | 2     |
| SPD    | 1     |
| WI     | 1     |
| WP     | 1     |

Von den 1520 Stimmberechtigten haben 1099 von ihrem Wahlrecht Gebrauch gemacht, womit die Wahlbeteiligung bei 72,30 Prozent lag.

### Bürgermeister
Erster Bürgermeister ist seit März 2020 Toni Schmid (CSU/Parteilose Wähler). Der Vorgänger war von Mai 1996 bis März 2020 Johann Jurgovsky.

### Wappen
|                                    | Blasonierung: „In Rot ein silberner Schrägbalken, der mit drei senkrechten blauen heraldischen Lilien belegt ist; oben eine goldene Krone.“ |
| Das Wappen wird seit 1983 geführt. | |

## Kultur und Sehenswürdigkeiten

### Kirchen und Schlösser

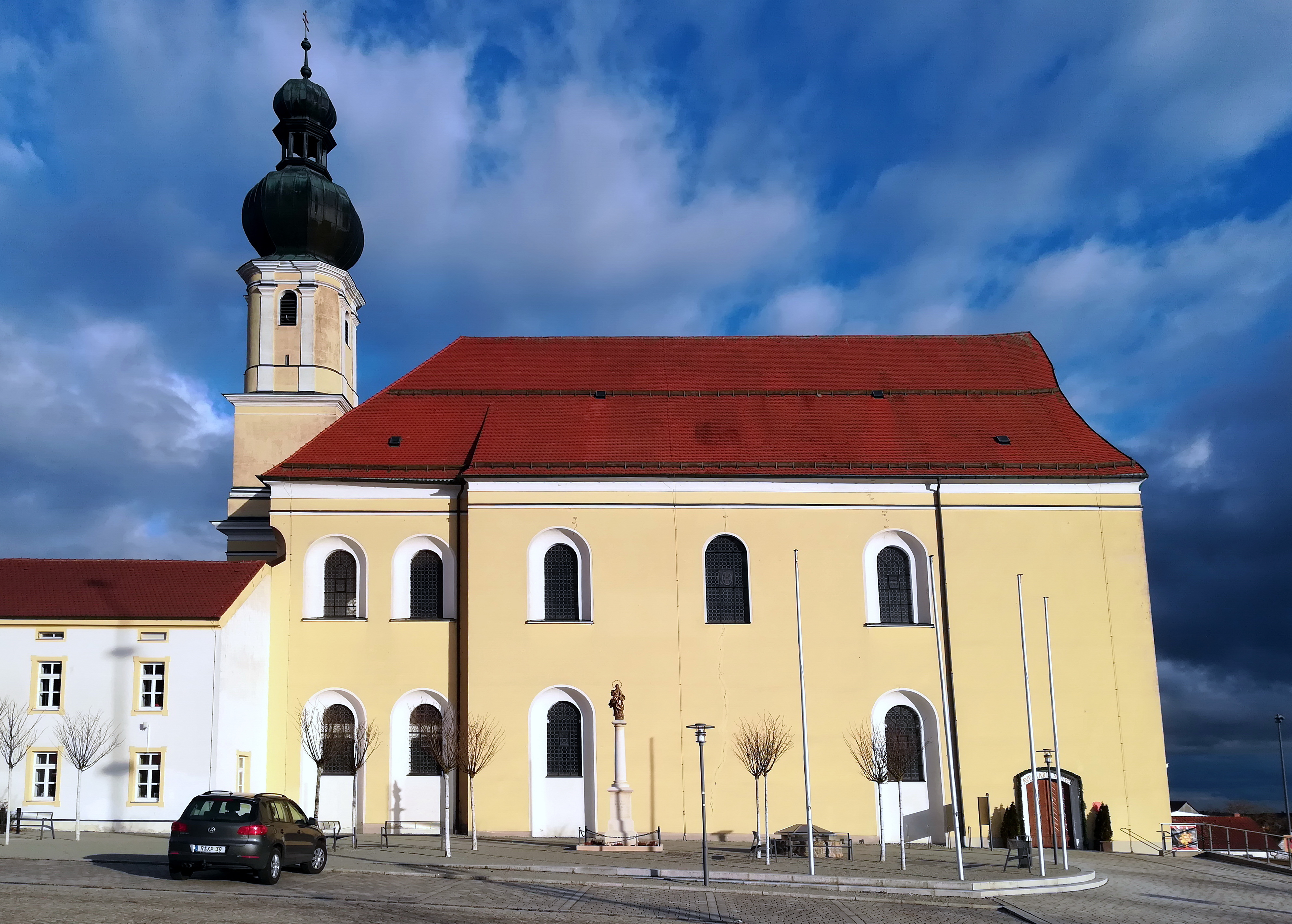
Wallfahrtskirche Maria Schnee

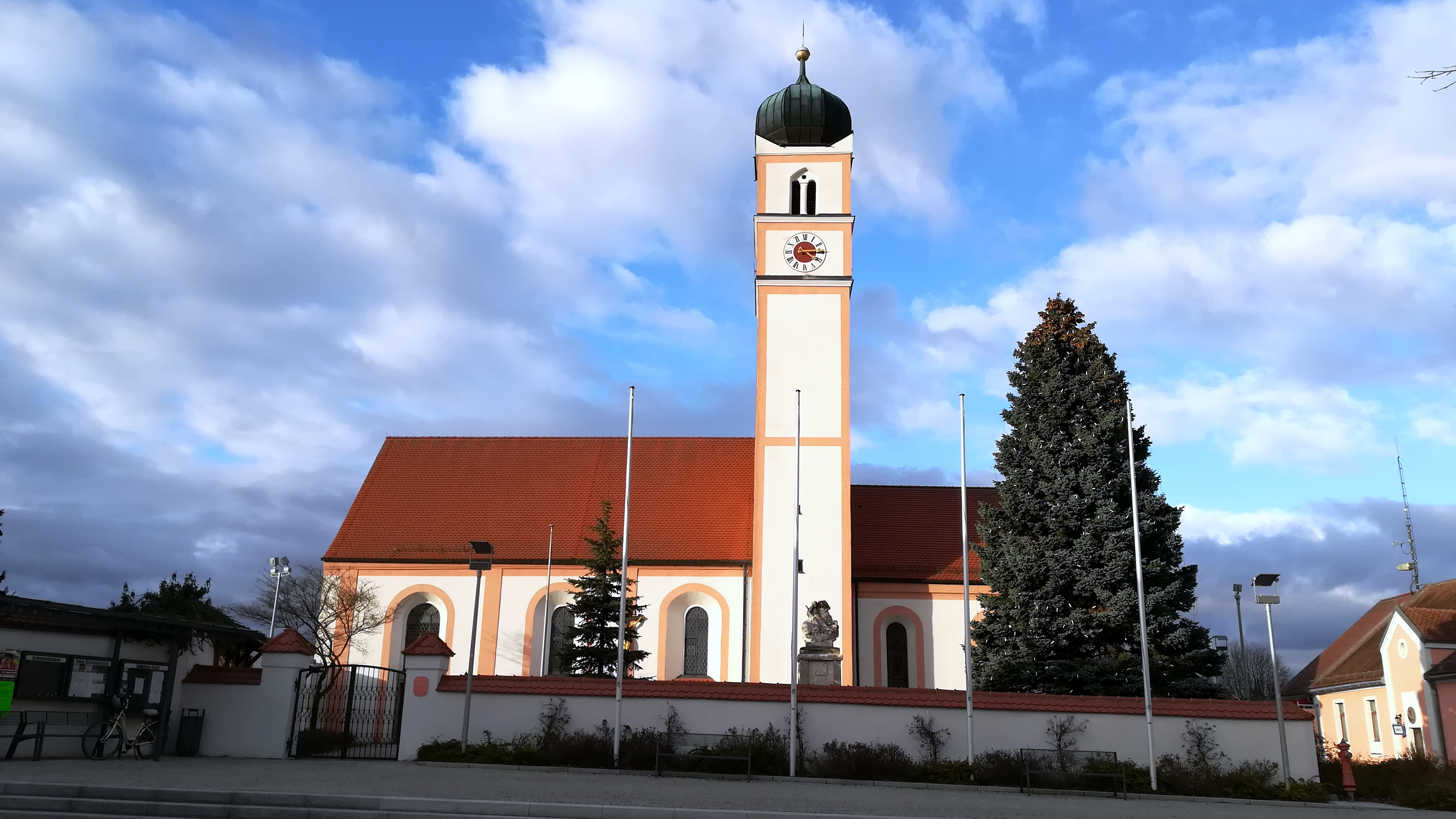
Pfarrkirche St. Bartholomäus und Dionysius

- Wallfahrtskirche Maria Schnee in Aufhausen, 1736 von Baumeister Johann Michael Fischer errichtet. Schon seit 1672 befand sich an der Stelle eine kleine Kirche mit einer Marienstatue, die der damalige Domvikar Johann Georg Seidenbusch von München mitbrachte. Bis 1827 gab es auch ein von diesem gegründetes Oratorianerkollegium. Das Altarbild der Madonna stammt aus der Dürerschule. Der Name Maria Schnee geht auf eine Legende um einen römischen Patrizier zurück, dem Maria in einer Vision anwies, an der Stelle eine Kirche zu bauen, die er schneebedeckt fände. Mitten im Sommer sah er daraufhin einen schneebedeckten Hügel.

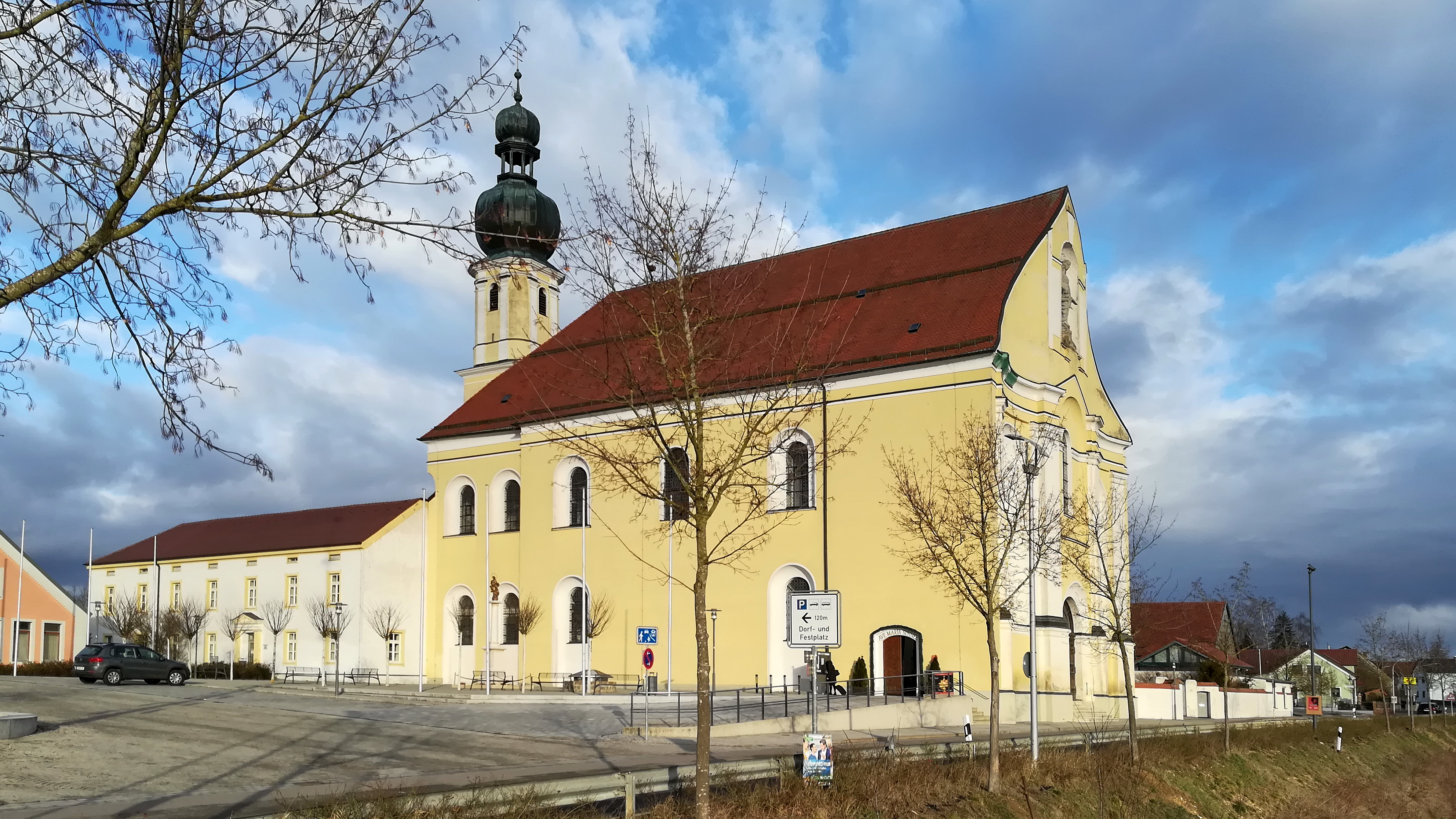
Wallfahrtskirche Maria Schnee
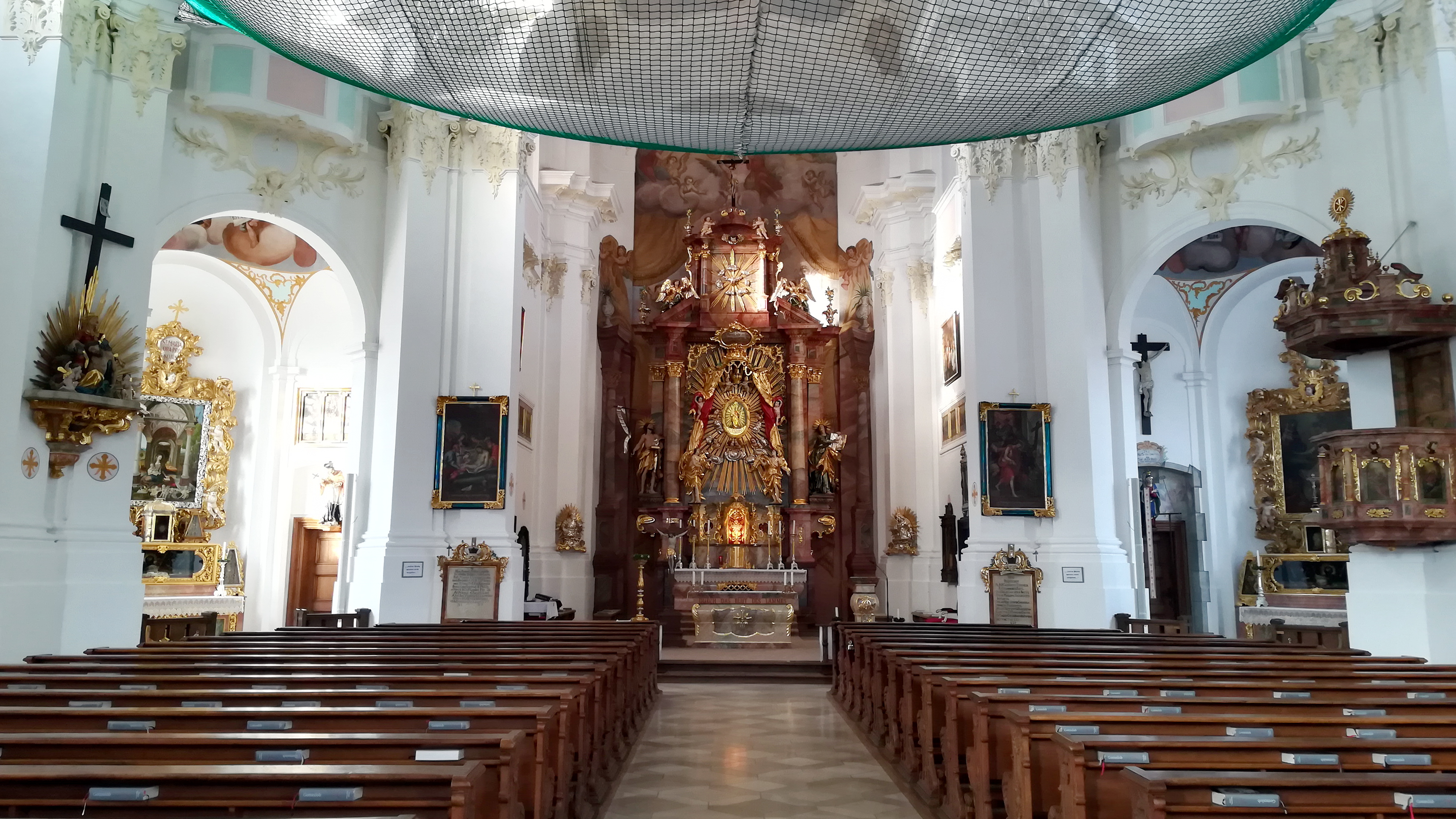
Wallfahrtskirche Maria Schnee: Innenraum

- Pfarrkirche St. Bartholomäus und Dionysius. Sie steht in Aufhausen neben der Wallfahrtskirche. Ihr Turm ist in seinen unteren Geschossen romanischen Ursprungs und aus Bruchsteinen gemauert. Der Chor ist spätgotisch, das Langhaus barock. Der Chorraum hat ein spätgotisches Sterngewölbe und einen neugotischen Hochaltar aus dem Jahr 1889, die Kanzel ist barock.

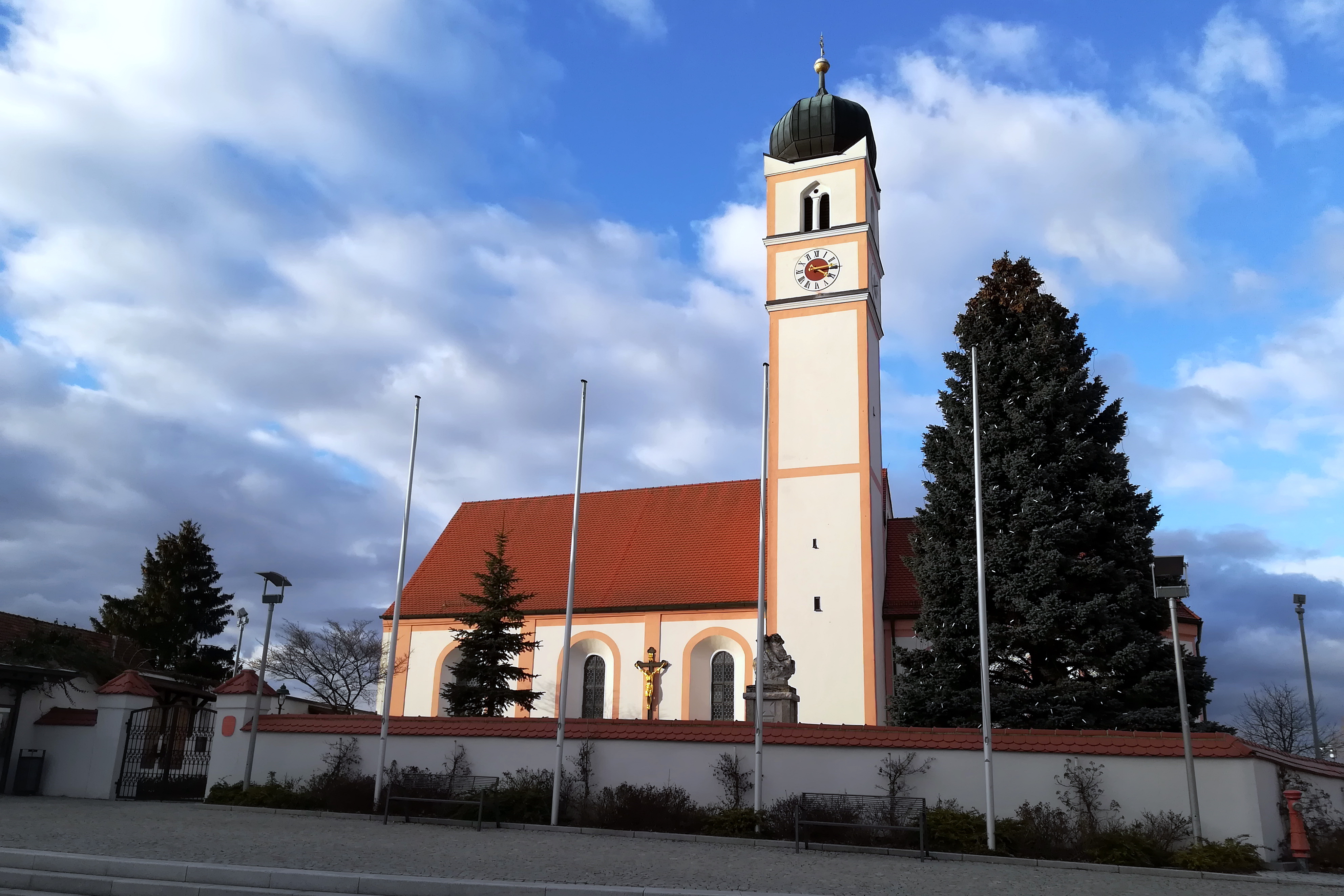
Pfarrkirche St. Bartholomäus und Dionysius
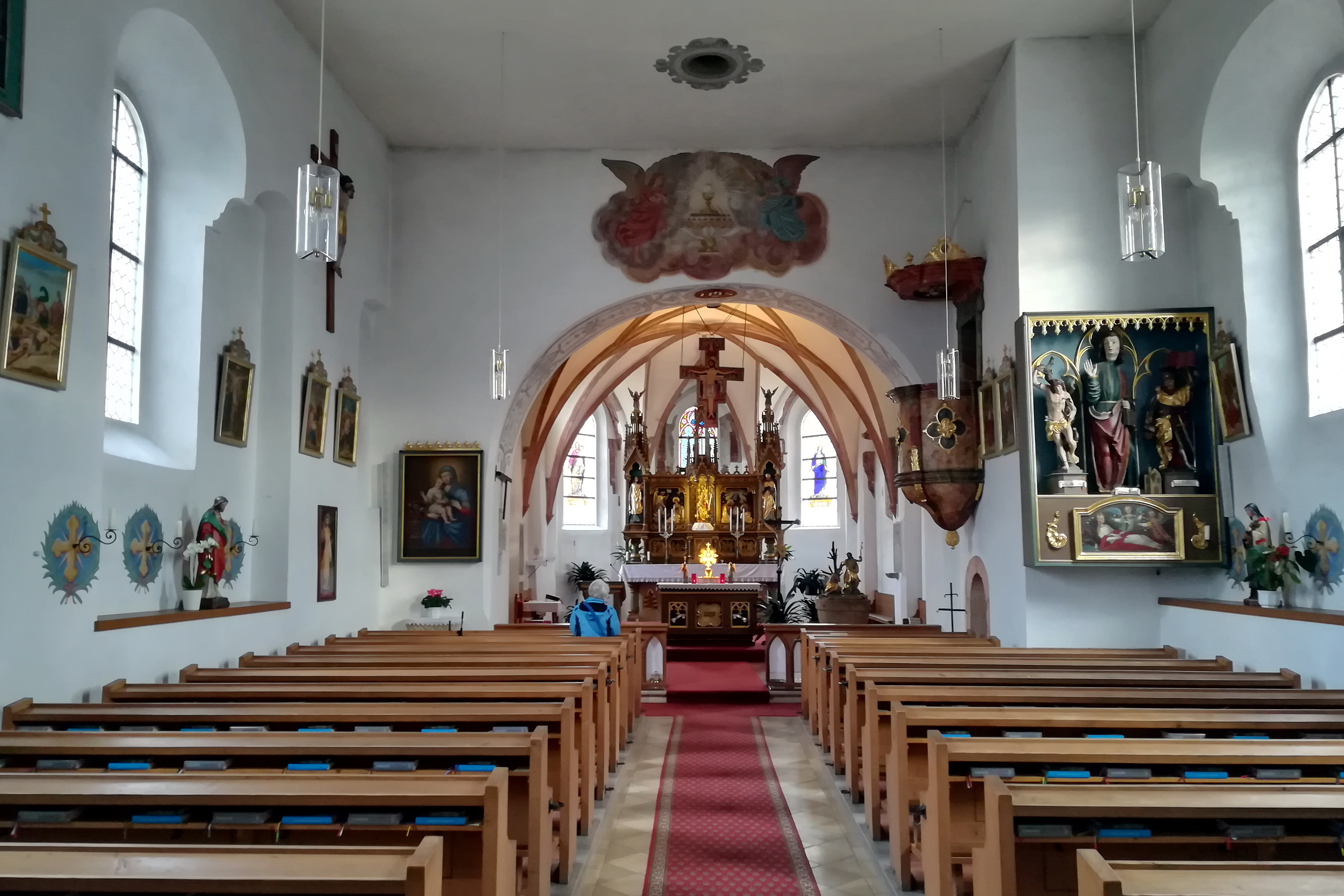
St. Bartholomäus und Dionysius: Innenraum
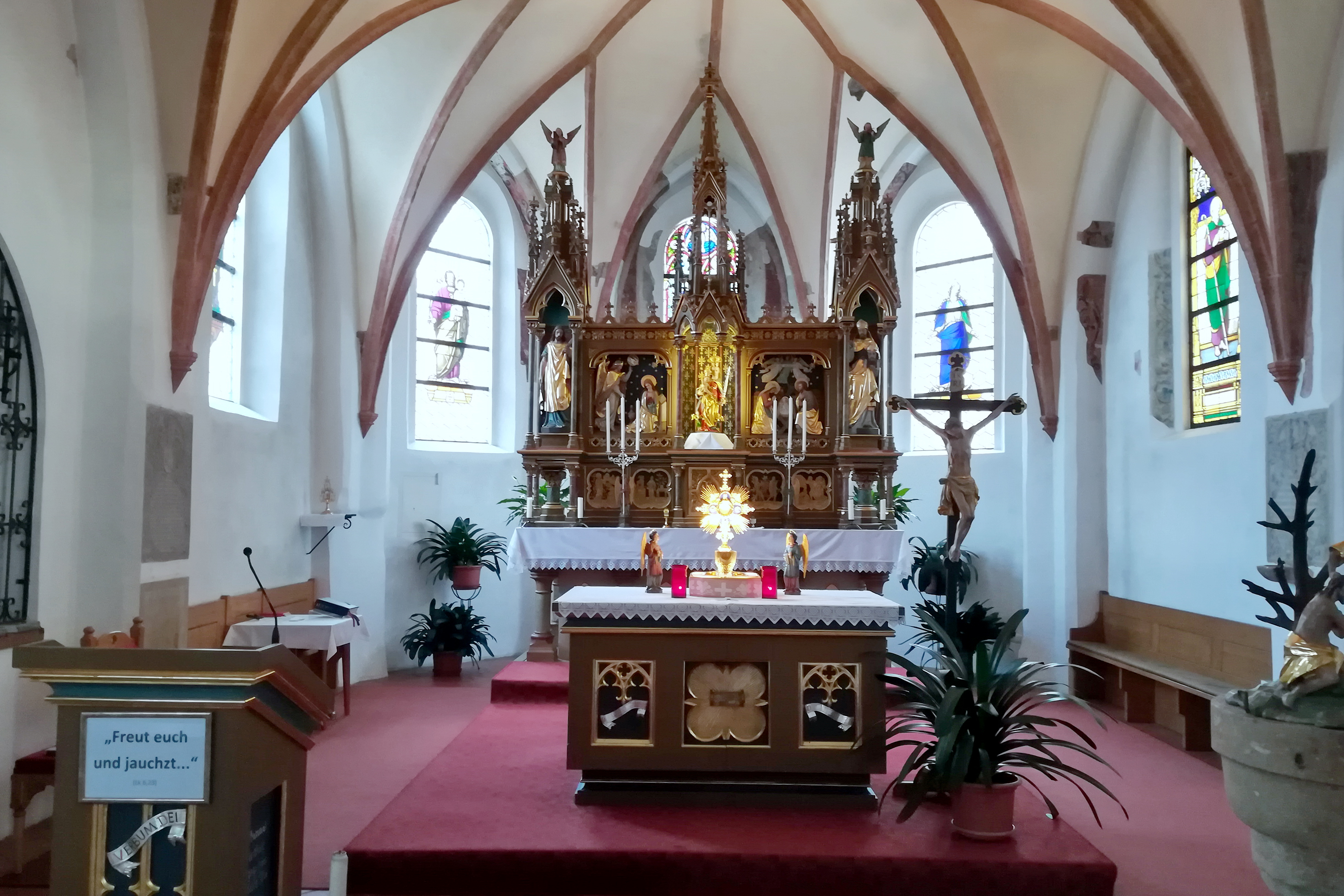
St. Bartholomäus und Dionysius: Hochaltar

- ehemaliges Hofmarkschloss Aufhausen

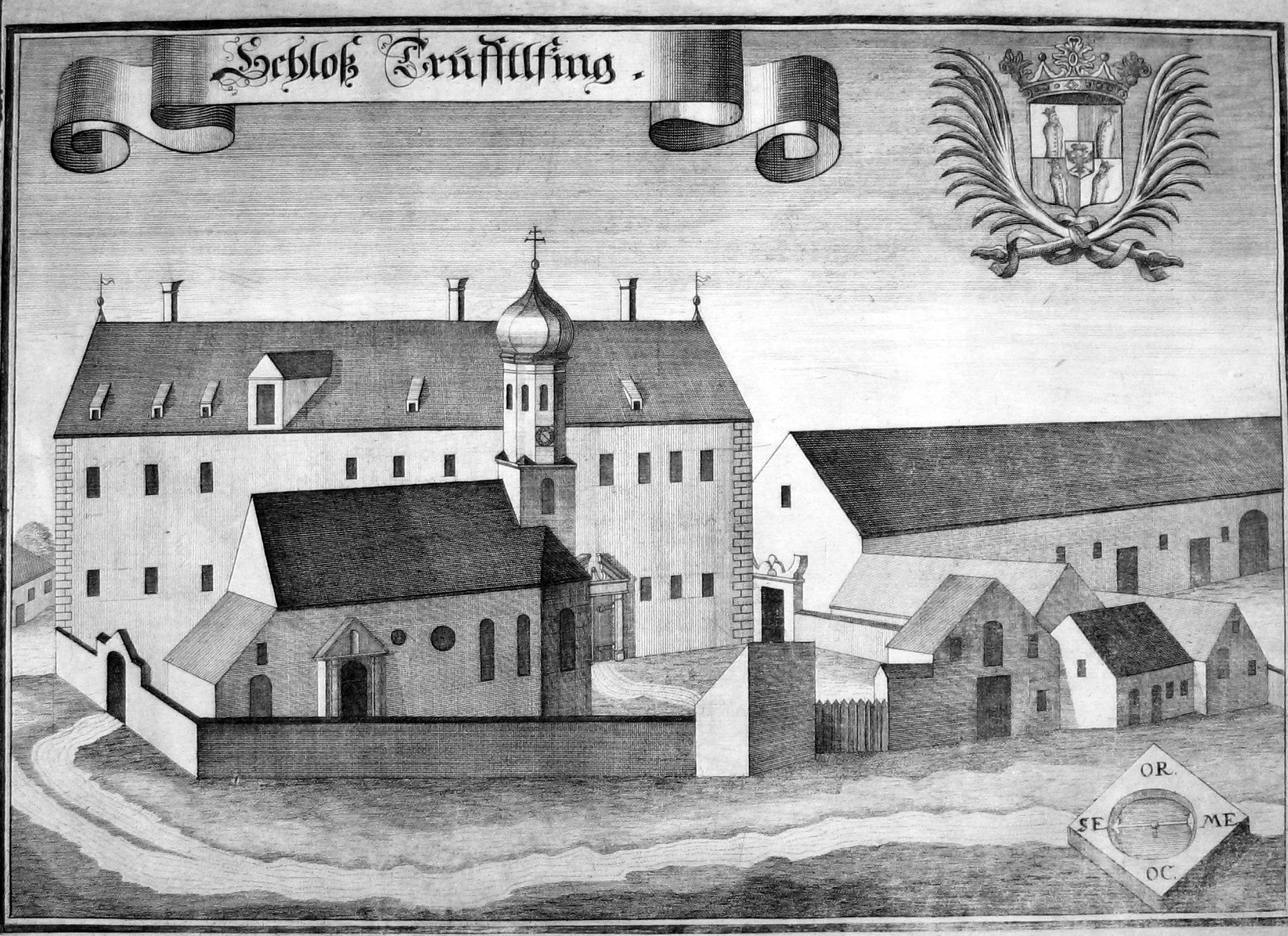
Schloss Triftlfing

- Schloss in Triftlfing, Hofmarkschloss, 1287 erstmals erwähnt, von den Herren von Au erbaut, später im Besitz der Herren von Triftlfing nach Brand 1726 neu aufgebaut.

## Söhne und Töchter der Gemeinde
- Thomas Stangl (1854–1921), Klassischer Philologe
- Josef Wolfgang Steinbeißer (1894–1980), Schauspieler und Dramatiker